# Grdobina žutka
Grdobina žutka (lat. Lophius budegassa) je riba iz porodice grdobina (lat. lophiidae). 

## Opis
Ime grdobina proizlazi iz njihovog izgleda, koji je zaista grdan, svojstven za sve ribe iz ove porodice. Kao i mrkulja, i žutka ima glavu koja joj zauzima znatno više od polovice tijela, te malo i relativno vitko tijelo pravilnog oblika, blago spljošteno na trbušnom dijelu. Usta su enormna u odnosu na tijelo, a oko njih je velik broj manjih izraslina; oči se nalaze na vrhu glave, te imaju dobar pregled uokolo. 
Tijelo je žućkasto-smeđe boje, bez ljuski, sa šarama koje joj pridaju kamuflažni izgled na muljevitom dnu gdje najčešće obitava. Na vrhu glave ima nekoliko lovki kojima se koristi pri lovu na manje ribe koje joj prevladavaju u hranidbi, ali u jednom dijelu i glavonošci, rakovi, a u maloj mjeri i ostali organizmi.
Izvrstan je grabežljivac, živi na dubinama do 1000 m, a naraste do 100 cm duljine i oko 10 kg težine, a doživi i preko 20 godina. 

## Rasprostranjenost
Grdobina žutulja je rasprostranjena u Atlantiku i to na području od Britanije pa sve do Senegala, kao i u Mediteranu.

## Grdobina žutka u ljudskoj prehrani
Ima vrlo ukusno meso, malo kostiju, te je zbog toga vrlo poželjna za prehranu djece. Priprema se na razne načine, kao juha, pržena, brudet, a kao posebna poslastica smatra se pohana grdobina.

## Vanjske poveznice
|  | Zajednički poslužitelj ima još gradiva o temi Grdobina žutka |
|  | Wikivrste imaju podatke o taksonu Grdobina žutka             |